# Obwodnica Włocławka

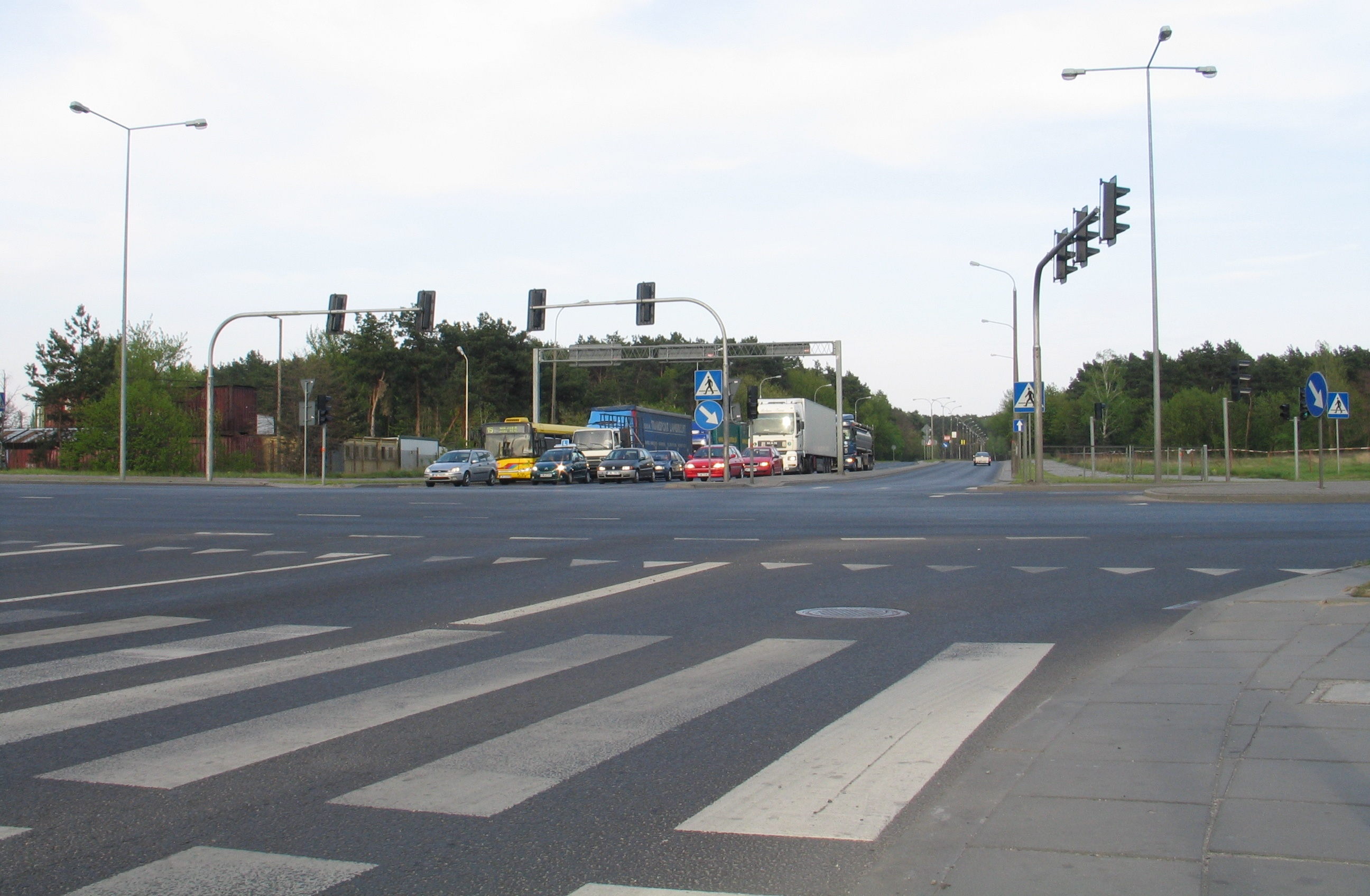
Aleja Kazimierza Wielkiego i aleja Królowej Jadwigi

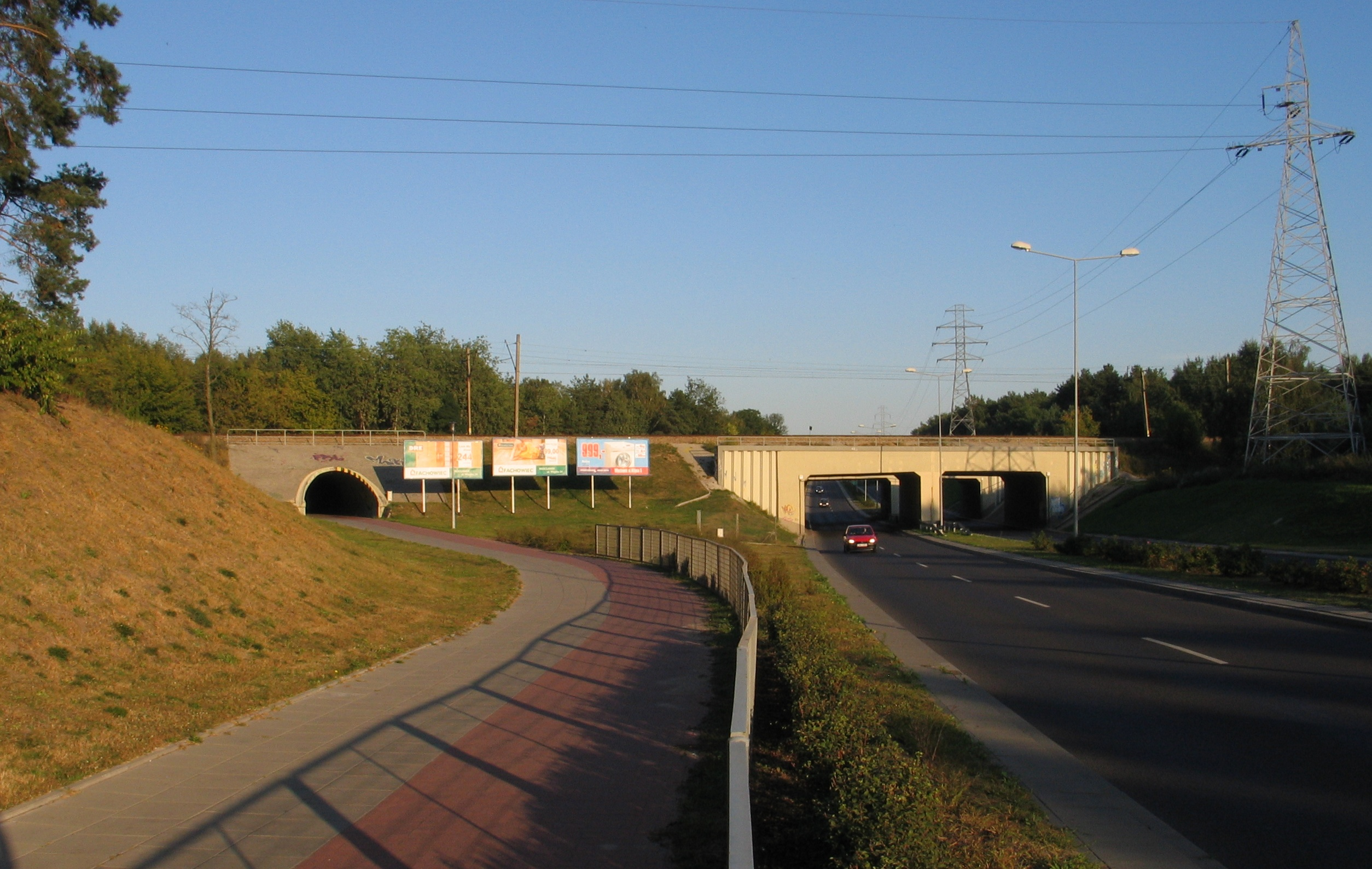
Wiadukt kolejowy alei Królowej Jadwigi

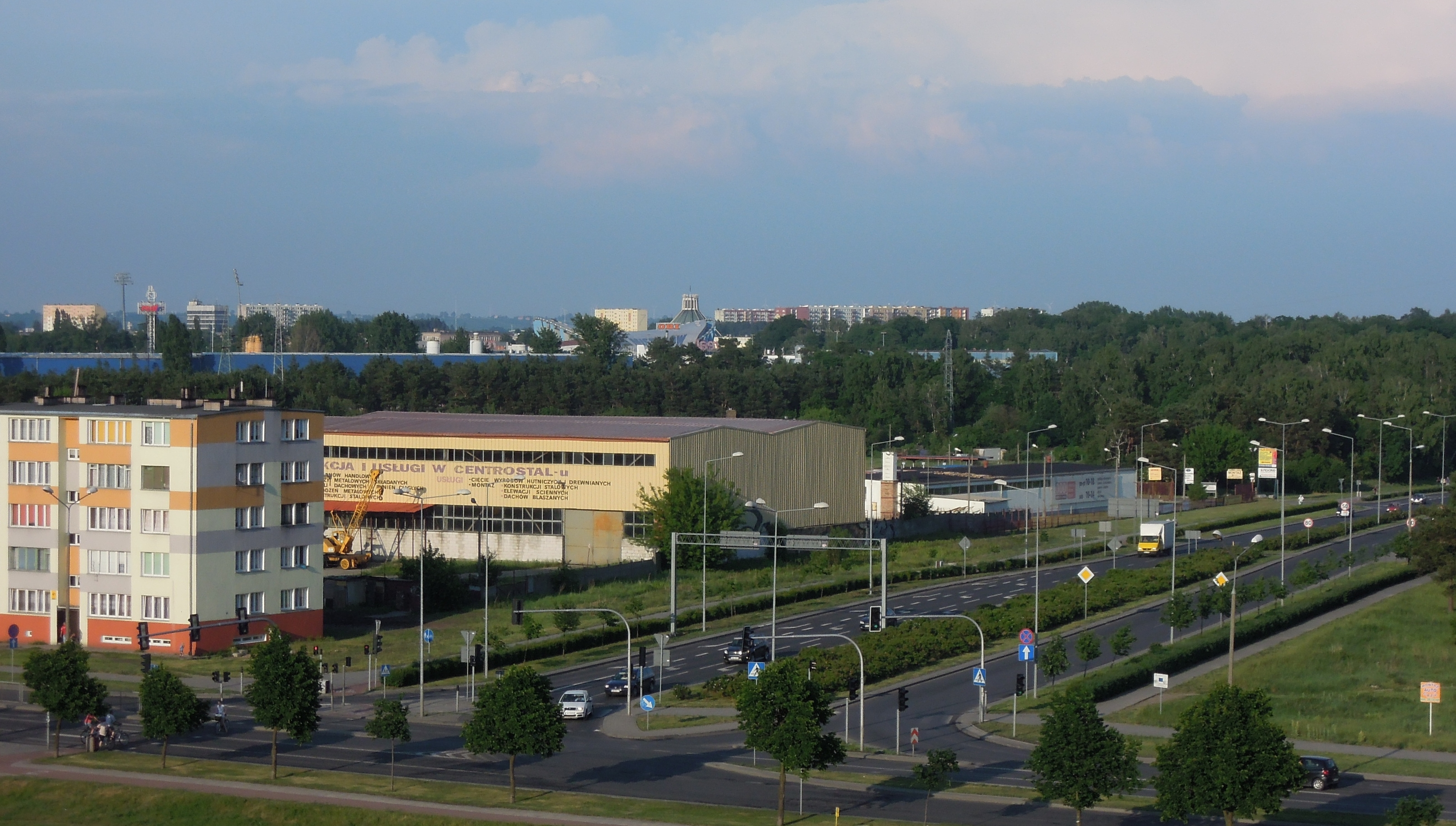
Aleja Królowej Jadwigi i ulica Kruszyńska (tu urywa się niedokończona obwodnica)

Obwodnica Włocławka – jedna z niedokończonych włocławskich inwestycji drogowych. Wobec kilku dekad opóźnień w realizacji przedsięwzięcie po dostosowaniu do współczesnych realiów miało być kontynuowane jako droga „międzyosiedlowa” (średnicowa), jednak na skutek protestów mieszkańców dzielnic Południe i Zazamcze plany te nie powiodły się.
Odcinki starego, nieobowiązującego, projektu obwodnicy (projekt z lat 1963–2007): aleja Kazimierza Wielkiego (wybudowana na początku lat osiemdziesiątych), aleja Królowej Jadwigi (oddana do użytku w 2005 r.), okolice ul. Broniewskiego (odc. projekt. „1K-GP”), Dziewińskiej (odc. projekt. „2K-GP”), Dąbrowskiego (odc. projekt. „3K-GP”), Borowskiej i Obwodowej (odc. projekt. „4K-GP”), las – między stadionem Przylesie a osiedlem Zazamcze Przylesie (odc. projekt. „5K-GP”), las – między kościołem św. Józefa a Stacją Uzdatniania Wody Zazamcze, połączenie z ul. Toruńską (tj. drogą krajową nr 91) w okolicy ul. Żwirowej (odc. projekt. „6K-GP”).
Do starego projektu przebiegiem nawiązuje ulica Obwodowa, nie jest jednak drogą ruchu przyspieszonego i posiada tylko jedną jezdnię (dwukierunkową). W pewnym stopniu nawiązaniem do starego projektu jest również aktualnie projektowane nowe połączenie ulicy Toruńskiej z Promienną (trasa będzie przebiegać w pobliżu Stacji Uzdatniania Wody „Zazamcze”). Nie przewiduje się jednak połączenia Toruńskiej z Obwodową, nie jest też planowane połączenie Obwodowej z aleją Królowej Jadwigi (droga średnicowa ma już pozostać zdefragmentowana i trwale niedokończona).